# Are You Sincere
Are You Sincere – piosenka napisana przez Wayne’a Walkera. Wydana została w 1958 roku na singlu Andy’ego Williamsa. W 1961 roku utwór umieszczony został przez amerykańską organizację BMI na liście najlepszych piosenek (All-time Hit Songs) z lat 1940–1960 (jedna z ok. 50 piosenek z 1958 r.).
W nagraniu wersji Williamsa wziął udział Archie Bleyer. 15 marca 1958 roku w telewizyjnym programie The Dick Clark Show (sezon 1, odc. 5) na antenie ABC wyemitowano występ Williamsa, podczas którego zaśpiewał tę piosenkę.
We wrześniu 1973 roku Elvis Presley nagrał cover „Are You Sincere” w domowym studio w Palm Springs (Kalifornia). Pierwotnie nagranie znalazło się na albumie Raised on Rock/For Ol’ Times Sake (1973). Jego wersję wydano na singlu. W czerwcu 1979 roku, blisko dwa lata po śmierci Presleya, wydawnictwo dotarło do 10. pozycji na liście „Billboardu” Hot Country Songs.
Aranżacje tej piosenki nagrali też m.in.: The Platters (1959), Trini Lopez (1965), Ray Anthony (1968) i Bobby Vinton (1969).